# 대한민국 제19대 대통령 선거 광주광역시
이 문서는 대한민국 제19대 대통령 선거의 광주광역시 지역 개표 결과이다.

## 개표 결과

### 동구
|  | 56.05% |

|  | 35.45% |

|  | 4.03% |

|  | 2.07% |

|  | 1.97% |

|  | 0.17% |

|  | 0.07% |

|  | 0.06% |

|  | 0.02% |

|  | 0.01% |

|  | 0.01% |

|  | 0.01% |

|  | 0.00% |

### 서구
|  | 60.76% |

|  | 30.44% |

|  | 4.52% |

|  | 2.26% |

|  | 1.55% |

|  | 0.22% |

|  | 0.09% |

|  | 0.05% |

|  | 0.02% |

|  | 0.01% |

|  | 0.00% |

|  | 0.00% |

|  | 0.00% |

### 남구
|  | 58.82% |

|  | 32.73% |

|  | 4.12% |

|  | 2.11% |

|  | 1.73% |

|  | 0.20% |

|  | 0.09% |

|  | 0.06% |

|  | 0.03% |

|  | 0.02% |

|  | 0.01% |

|  | 0.01% |

|  | 0.00% |

### 북구
|  | 61.06% |

|  | 30.38% |

|  | 4.53% |

|  | 2.15% |

|  | 1.45% |

|  | 0.21% |

|  | 0.05% |

|  | 0.05% |

|  | 0.02% |

|  | 0.01% |

|  | 0.01% |

|  | 0.00% |

|  | 0.00% |

### 광산구
|  | 64.27% |

|  | 26.42% |

|  | 5.08% |

|  | 2.22% |

|  | 1.46% |

|  | 0.31% |

|  | 0.07% |

|  | 0.04% |

|  | 0.02% |

|  | 0.02% |

|  | 0.01% |

|  | 0.01% |

|  | 0.01% |

## 전체 결과
|  | 61.14% |

|  | 30.08% |

|  | 4.57% |

|  | 2.18% |

|  | 1.55% |

|  | 0.23% |

|  | 0.06% |

|  | 0.06% |

|  | 0.02% |

|  | 0.01% |

|  | 0.01% |

|  | 0.01% |

|  | 0.01% |

더불어민주당 문재인 후보가 61.14%의 득표율을 기록하면서 광주광역시에서 1위를 차지했다.
국민의당 안철수 후보는 30.08%의 득표율로 2위를 차지했다. 안철수 후보는 호남 지역에 기반이 있던 국민의당의 대선 후보로써 민주당계 정당의 호남 기반 파이를 나누어가지며 전국 평균 대비 높은 득표율을 기록했다.
정의당 심상정 후보는 4.57%의 득표율을 기록하면서 유승민, 홍준표 후보를 밀어내고 3위를 차지했다. 
바른정당 유승민 후보는 2.18%의 득표율로 4위를 차지했다. 유승민 후보는 전국 대비 저조한 득표율을 기록했지만 홍준표 후보가 더 부진한 결과를 받으면서 4위를 차지했다.
자유한국당 홍준표 후보는 1.55%의 득표율을 기록하면서 5위를 차지했다. 대통령 선거에서 제1야당 후보가 특정 지역에서 5위 이하의 성적을 거둔 것은 처음 일어난 것으로 홍준표 후보는 이러한 사례의 당사자가 되는 결과를 받아야 했다.

### 주요 후보 결과
| 지역   | 문재인  | 문재인 | 홍준표 | 홍준표 | 안철수 | 안철수 | 유승민 | 유승민 | 심상정 | 심상정 |
| 지역   | 득표수  | 득표율 | 득표수 | 득표율 | 득표수 | 득표율 | 득표수 | 득표율 | 득표수 | 득표율 |
| ------ | ------- | ------ | ------ | ------ | ------ | ------ | ------ | ------ | ------ | ------ |
| 동구   | 37,053  | 56.05% | 1,308  | 1.97%  | 23,438 | 35.45% | 1,372  | 2.07%  | 2,665  | 4.03%  |
| 서구   | 124,183 | 60.76% | 3,182  | 1.55%  | 62,218 | 30.44% | 4,627  | 2.26%  | 9,247  | 4.52%  |
| 남구   | 85,642  | 58.82% | 2,521  | 1.73%  | 47,663 | 32.73% | 3,085  | 2.11%  | 6,013  | 4.12%  |
| 북구   | 177,850 | 61.06% | 4,241  | 1.45%  | 88,501 | 30.38% | 6,274  | 2.15%  | 13,206 | 4.53%  |
| 광산구 | 159,119 | 64.27% | 3,630  | 1.46%  | 65,402 | 26.42% | 5,504  | 2.22%  | 12,588 | 5.08%  |

더불어민주당 문재인 후보가 광주광역시 내 전 지역에서 1위를 차지했다. 특히 문재인 후보는 전 지역에서 과반 이상의 득표율을 기록했으며 모든 지역에서 2위인 안철수 후보에 20%p 이상의 격차를 벌리면서 압승을 기록했다.
국민의당 안철수 후보는 전 지역에서 2위를 차지했다. 안철수 후보는 광산구를 제외한 나머지 지역에서 30% 이상의 득표율을 기록했으며 동구에서는 최고 득표율인 35.45%의 득표율을 기록했다.
정의당 심상정 후보는 전 지역 3위를 차지했다. 심상정 후보는 광산구에서 5% 이상의 득표율을 기록하면서 상대적으로 선전했다.
바른정당 유승민 후보는 전 지역에서 4위를 차지했다. 유승민 후보는 전 지역 2%대 득표율에 머물렀다.
자유한국당 홍준표 후보는 모든 지역에서 5위로 밀려나는 결과를 받았다. 특히 전 지역에서 1%대 득표율에 머물면서 크게 부진했다.

## 같이 보기
- 대한민국 제19대 대통령 선거